# Rhamphomyia proclinata
Rhamphomyia proclinata är en tvåvingeart som beskrevs av Frey 1950. Rhamphomyia proclinata ingår i släktet Rhamphomyia och familjen dansflugor. Inga underarter finns listade i Catalogue of Life.